# بلم گئوگ
بلم گئوگ (به لاتین: Balam Gewog) یک منطقهٔ مسکونی در بوتان (کشور) است که در Mongar District واقع شده‌است.